# Saint-Pierre-de-Chevillé
Saint-Pierre-de-Chevillé település Franciaországban, Sarthe megyében. Lakosainak száma 339 fő (2022. január 1.). Saint-Pierre-de-Chevillé Dissay-sous-Courcillon, Saint-Aubin-le-Dépeint, Saint-Christophe-sur-le-Nais és Nogent-sur-Loir községekkel határos.

## Népesség
A település népessége az elmúlt években az alábbi módon változott:
| Lakosok száma | 368  | 366  | 367  | 364  | 357  | 351  | 344  | 337  | 339  |
|               | 2013 | 2015 | 2016 | 2017 | 2018 | 2019 | 2020 | 2021 | 2022 |